# Ampelologia

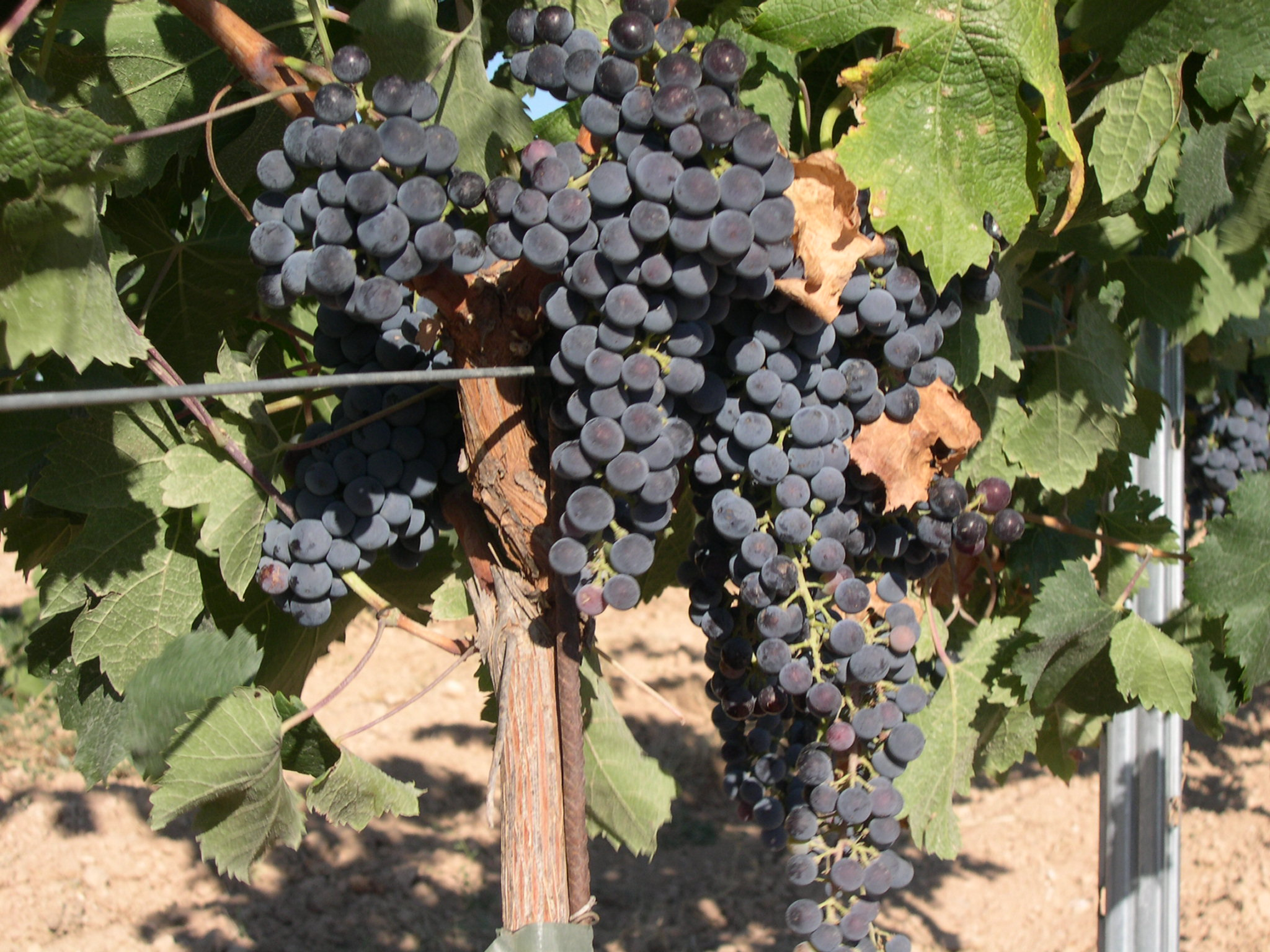
Raïm merlot, fruit d'un cep negre.

L'ampelologia (del grec ἄμπελος ampelos, vinya i λογια logia, estudi) és la ciència que estudia la biologia de la vinya (vitis vinifera), el seu cultiu, l'origen geogràfic de les diferents varietats, la seva adaptació als sòls i climes, com així també les seves patologies i tractaments.
Implica l'estudi de la fisiologia cel·lular, és a dir, de les cèl·lules que es troben en la vinya, i també la influència dels processos fotosintètics en el contingut de sucre en el fruit i la incidència de les tècniques de conducció de la vinya sobre el raïm. Estudia a més els processos d'absorció de l'aigua i el seu efecte en la condició dels fruits en cada etapa de la seva maduració, i també el creixement i desenvolupament de la vinya en diferents sòls i climes.
La diferència amb l'ampelografia és que aquesta última és l'estudi descriptiu de la vinya a través de les formes i el color de les seves fulles, els seus fruits i les tiges. Molts entenen, però, que no poden distingir dues ciències una dedicada a l'estudi descriptiu de la vinya i una altra a una altra cosa.